# Gatak (Delanggu)
Gatak is een bestuurslaag in het regentschap Klaten van de provincie Midden-Java, Indonesië. Gatak telt 2881 inwoners (volkstelling 2010).